# The Girl Reporter's Big Scoop
The Girl Reporter's Big Scoop è un cortometraggio muto del 1912 diretto da Edmund Lawrence.

## Produzione
Il film fu prodotto dalla Kalem Company.

## Distribuzion e
Distribuito dalla General Film Company, il film - un cortometraggio in una bobina - uscì nelle sale cinematografiche statunitensi il 9 settembre 1912.